# Джакелидзе, Шукри Мухамедович
Шукри Мухамедович Джакелидзе (9 октября 1893 года, село Дандало, Батумская область, Российская империя — 27 декабря 1954 года, Грузинская ССР) — звеньевой колхоза имени Кирова Кедского района Аджарской ССР, Грузинская ССР. Герой Социалистического Труда (1949).

## Биография
Родился в 1893 году в крестьянской семье в селе Дандало Батумской области (сегодня — Кедский муниципалитет). После окончания местной начальной школы работал в личном сельском хозяйстве. В начале 1930-х годов вступил в колхоз имени Кирова Кедского района, где трудился рядовым колхозником. В послевоенные годы возглавлял табаководческое звено.
В 1948 году звено под его руководством собрало в среднем с каждого гектара по 18,7 центнеров табачного листа сорта «Самсун» на участке площадью 3 гектара. Указом Президиума Верховного Совета СССР от 3 мая 1949 года удостоен звания Героя Социалистического Труда за «получение высоких урожаев кукурузы и табака в 1948 году» с вручением ордена Ленина и золотой медали «Серп и Молот».
Этим же Указом звание Героя Социалистического Труда получили первый секретарь Кедского райкома партии Окропир Никифорович Беридзе, заведующий отделом сельского хозяйства Кедир Сулейманович Чхеидзе, председатель райисполкома Хусейн Мемедович Мегрелидзе, районный агроном Тамара Михайловна Сихарулидзе и четверо тружеников из колхозов имени Ворошилова и Кирова Кедского района (Али Кедемович Сапаридзе, Мамуд Сулейманович Лорткипанидзе, Харун Сулейманович Шиладзе, Мухамед Османович Ардзенадзе).
Погиб в 1954 году в автомобильной катастрофе.
Награды
- Герой Социалистического Труда
- Орден Ленина
- Медаль «За доблестный труд в Великой Отечественной войне 1941—1945 гг.»